# James Purdy

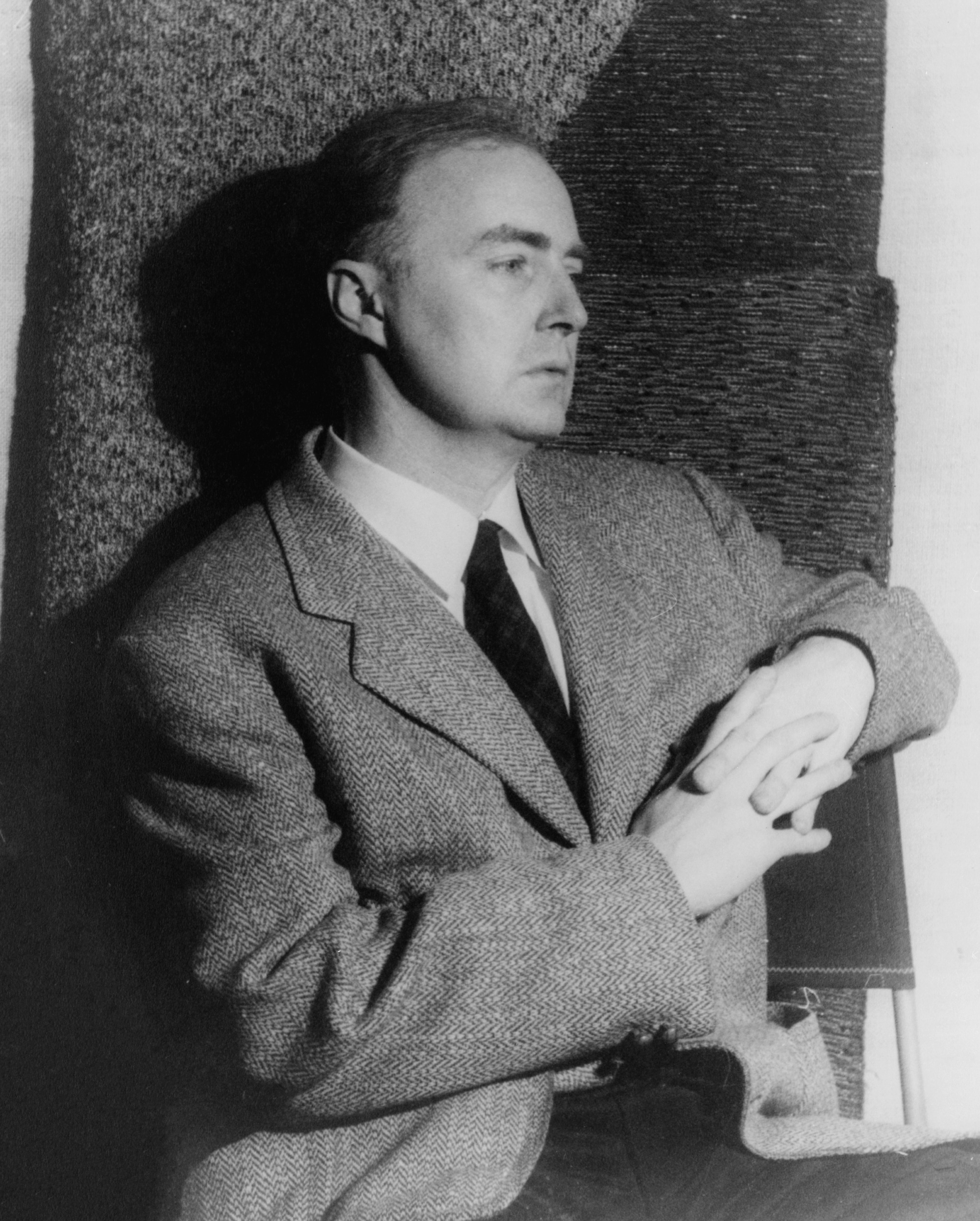
James Purdy (1957)

James Otis Purdy (17. Juli 1914 in Hicksville, Ohio – 13. März 2009 in Englewood, New Jersey) war ein US-amerikanischer Schriftsteller.

## Leben
Purdy wurde 1914 (wie erst nach seinem Tod bekannt wurde) in der Nähe von Hicksville, Ohio, geboren. Er besuchte zwischen 1944 und 1947 die Universität im mexikanischen Puebla, die University of Chicago und die Universität in Madrid. Zwischen 1949 und 1953 unterrichtete Purdy am Lawrence College in Appleton (Wisconsin). Zweimal, 1958 und 1962, war Purdy Empfänger einer Guggenheim Fellowship.
Purdy hat nach seinem literarischen Debüt 1956 fast 20 Romane sowie eine große Anzahl Kurzgeschichten vorgelegt. Daneben veröffentlichte er Gedichte, Stücke und Zeichnungen. Purdys Œuvre hat aufgrund seiner zum Teil extrem nonkonformen  Darstellung sexueller Vorgänge gelegentlich zu starken Polarisierungen unter Kritikern und in der Öffentlichkeit geführt. Purdy lebte zuletzt in Brooklyn Heights, New York City.

## Bibliografie

### Werke auf Deutsch
- Die Farbe der Dunkelheit. Elf Stories und eine Novelle, OT: Color of Darkness, Übers. Helene Henze, Rowohlt Verlag, Hamburg 1959.
- Malcolm. Roman, OT: Malcolm, Übers. Erwin Duncker, Rowohlt, Reinbek 1963.
  - NA beim Luchterhand Literaturverlag 1992, ISBN 3-630-71024-7.
- Der Neffe. Roman, OT: The Nephew, Übers. Erwin Duncker & Peter Bermbach. Rowohlt, Reinbek 1964.
  - NA bei Luchterhand 1992, ISBN 3-630-71036-0.
- Immer nur die Kinder. Stück in zwei Bildern, OT: Children is All, Übers. Sandra Hoch-Lucas, Fischer Verlag, Frankfurt am Main ~1966.
- Cabot Wright legt los. Roman, OT: Cabot Wright Begins, Übers. Gisela Stege, Rowohlt, Reinbek 1967.
  - NA bei Luchterhand 1992, ISBN 3-630-71080-8.
- Die Preisgabe. Roman, OT: Eustace Chisholm and the Works, Übers. Kai Molvig, Rowohlt, Reinbek 1970, ISBN 3-498-05215-2.
  - überarbeitete NA bei Albino, Berlin 1996, red. Gerhard Hoffmann, ISBN 3-86187-511-X.
  - NA mit einem Essay von Jonathan Franzen bei Gmünder, Berlin 2015, ISBN 978-3-86787-797-8.
- Enge Räume. Roman, OT: Narrow Rooms, Übers. Wolfgang Eisermann, Albino, Berlin 1982, ISBN 3-88803-003-X.
  - NA bei Gmünder, Berlin 1998, ISBN 3-86187-306-0.
- Die Millionärin auf der Wendeltreppe kannibalischer Beziehungen. Roman, OT: I Am Elijah Trush, Übers. Wolfgang Eisermann, Albino, Berlin 1984, ISBN 3-88803-012-9.
- Der Gesang des Blutes. Roman, OT: In a Shallow Grave, Übers. Dino Heicker & Michael Sollorz, Albino, Berlin 1995, ISBN 3-86187-507-1. – NA ebendort 2015, ISBN 978-3-95985-037-7.
- Zärtliche Kannibalen. Erzählungen, Übers. Jürgen Abel, MännerschwarmSkript Verlag, Hamburg 1995, ISBN 3-928983-32-6.

### Nicht übersetzte Werke
Sleepers in Moon-Crowned Valleys
1. Jeremy's Version. Doubleday (publisher) 1970.
2. House of the Solitary Maggot. Doubleday 1974, ISBN 0-385-04413-5.
3. The Mourners Below. Viking Press 1981, ISBN 0-670-49142-X.
4. On Glory's Course. Viking Press 1984, ISBN 0-670-52451-4.

Romane
- Lessons and Complaints. Nadja Publications 1978.
- In the Hollow of his Hand. Grove Press 1986, ISBN 1-55584-002-7.
- Garments the Living Wear. Peter Owen, 1989, ISBN 0-7206-0733-7.
- Out with the Stars. Peter Owen, 1991, ISBN 0-7206-0861-9.
- Epistles of Care. Distributed Art Pub. 1995, ISBN 0-936109-53-X.
- Gertrude of Stony Island Avenue. Peter Owen, 1996, ISBN 0-7206-1011-7.

Weitere Werke
- 63:Dream Palace. Erzählungen, William Frederick Press 1956.
  - NA bei Penguin Books 1981, ISBN 0-14-005732-3.
- Dream Palaces. 3 Romane, Viking Press 1980, ISBN 0-670-28463-7.
- Brooklyn Branding Parlors. Gedichte, Contact Pub. 1986, ISBN 0-936556-13-7.
- The Candles of Your Eyes. 14 Erzählungen, Peter Owen, ISBN 0-7206-0694-2.
- 63:Dream Palace Selected Stories 1956–1987. Black Sparrow Press, 1991, ISBN 0-87685-846-9.
- Moe's Villa and other stories. 12 Erzählungen, Arcadia Books, 2000, ISBN 1-900850-37-0.
- The Lesson. Erzählung in Anthologie Poolside, Melcher Media 2007, ISBN 978-1-59591-010-3.
- The complete short stories of James Purdy, introd. by John Waters, New York, NY u. a.: Liveright, 2013, ISBN 978-0-87140-669-9.

## Bearbeitungen
- Edward Albee: Malcolm. Eine Bearbeitung des Romans von James Purdy (1965), übersetzt von Pinkas Braun. Fischer, Frankfurt am Main ~1977
- Hans-Jürgen von Bose: 63:Dream Palace. Oper nach einer Novelle vom James Purdy. (komp. 1989 / UA: 6. Mai 1990, Münchener Biennale)
- Alexander Strauch: Narrow Rooms, Oper (1996). Libretto: Marcus Hank